# TOP 09
TOP 09 (zkratka TOP 09) je česká středopravicová liberálně konzervativní politická strana. Vznikla v roce 2009, brzy se stala výrazným politickým subjektem a také součástí vládní koalice Petra Nečase. Po volbách v roce 2013 byla v opozici a v opozici zůstala i po volbách v roce 2017. Po volbách 2021 vstoupila do vlády Petra Fialy. Název strany demonstruje základní principy, ze kterých strana vychází. Tradice, Odpovědnost, Prosperita, doplněné rokem vzniku strany. TOP 09 je strana, která vychází z evropských tradic křesťansko-židovské kultury. Významnou charakteristikou je její proevropský přístup. Strana zaujímá odmítavý postoj k populismu a jedním z úkolů, které si tato strana klade, je udržet stabilitu veřejných rozpočtů a nezvyšovat státní dluh. Předsedkyní strany je od 24. listopadu 2019 Markéta Pekarová Adamová.

## Charakteristika strany
Jedná se o stranu středopravicovou, liberálně-konzervativní. Strana klade důraz na evropanství a na dědictví antické a křesťansko-židovské kultury. Jedná se o jednu z nejproevropštějších stran na české politické scéně. Na evropské scéně je strana členkou Evropské lidové strany. Ve straně bylo jednu dobu patrné konzervativnější a liberálnější křídlo, z nichž liberálnější je v současné době patrně silnější, navzájem však proti sobě tato křídla nevystupují. Mnohými komentátory a politology je strana označována za stranu městských liberálů, případně stranu "pražské kavárny", zároveň však TOP 09 má vzhledem ke svým celostátním výsledkům poměrně velké množství starostů a dalších regionálních politiků.

## Historie strany

### Vznik strany
Plány na založení nové strany se datují do roku 2008, kdy o této myšlence jednal tehdejší ministr financí Miroslav Kalousek (tehdy KDU-ČSL) s tehdejším senátorem a ministrem zahraničí Karlem Schwarzenbergem (nestraník za Zelené) a s Petrem Gazdíkem (STAN). Vznik strany je datován k 26. 6. 2009, kdy byla zaregistrována na Ministerstvu vnitra ČR. Ustavující sněm strany se konal 28. listopadu 2009 v Praze. Do jejího čela byl jednomyslně zvolen Karel Schwarzenberg. Prvním místopředsedou byl zvolen Miroslav Kalousek. V době svého založení strana čítala 1900 členů. Do strany vstoupila část dosavadních členů KDU-ČSL (například Miroslav Kalousek, Vlasta Parkanová, Jaroslav Lobkowitz, Ludmila Müllerová, Marek Ženíšek, Pavel Severa). KDU-ČSL v důsledku toho tehdy přišla i o svůj senátorský klub a následně se jedinkrát ve své historii nedostala do Sněmovny, což se stalo předmětem určité nevraživosti mezi těmito stranami, která se začala hojit v podstatě až po roce 2017.
Strana byla založena před předčasnými volbami do Poslanecké sněmovny Parlamentu České republiky 2009, které se však neuskutečnily. Prvními volbami, kterých se TOP 09 účastnila, tak byly volby do Poslanecké sněmovny Parlamentu České republiky v květnu 2010. Strana zaujala moderní a vtipnou kampaní, legendárními se staly billboardy s předsedou strany Schwarzenbergem a heslem Když se kecají blbosti, tak spím. Tyto billboardy byly použity však již pro kampaň v roce 2009. Největší popularitu měla strana mezi obyvateli velkých měst a mezi mladými. Ve volbách získala 16,7 % platných odevzdaných hlasů.
Od počátku strana úzce spolupracovala s hnutím Starostové a nezávislí. Ve volbách v roce 2010 měla na všech propagačních materiálech logo s nápisem "TOP 09 s podporou Starostů".

### Vláda Petra Nečase
Po volbách do Poslanecké sněmovny Parlamentu České republiky v roce 2010 zasedla TOP 09 ve vládě s ODS a VV. Koalice disponovala 118 z celkového počtu 200 poslanců. Předseda vlády, kterým se stal Petr Nečas, byl jmenován 28. června a členové vlády pak 13. července 2010. Členy vlády za TOP 09 se stali:
| Portfej                                          | Ministr / člen vlády | Strana              | Nástup do úřadu    | Odchod z úřadu    |
| ------------------------------------------------ | -------------------- | ------------------- | ------------------ | ----------------- |
| 1. místopředseda vlády Ministr zahraničních věcí | Karel Schwarzenberg  | TOP 09              | 13. července 2010  | 10. července 2013 |
| Ministr financí                                  | Miroslav Kalousek    | TOP 09              | 13. července 2010  | 10. července 2013 |
| Ministr zdravotnictví                            | Leoš Heger           | TOP 09              | 13. července 2010  | 10. července 2013 |
| Ministr práce a sociálních věcí                  | Jaromír Drábek       | TOP 09              | 13. července 2010  | 31. října 2012    |
| Ministr práce a sociálních věcí                  | Ludmila Müllerová    | TOP 09              | 16. listopadu 2012 | 10. července 2013 |
| Ministr(yně) kultury                             | Jiří Besser          | nestraník za TOP 09 | 13. července 2010  | 16. prosince 2011 |
| Ministr(yně) kultury                             | Alena Hanáková       | TOP 09              | 20. prosince 2011  | 10. července 2013 |

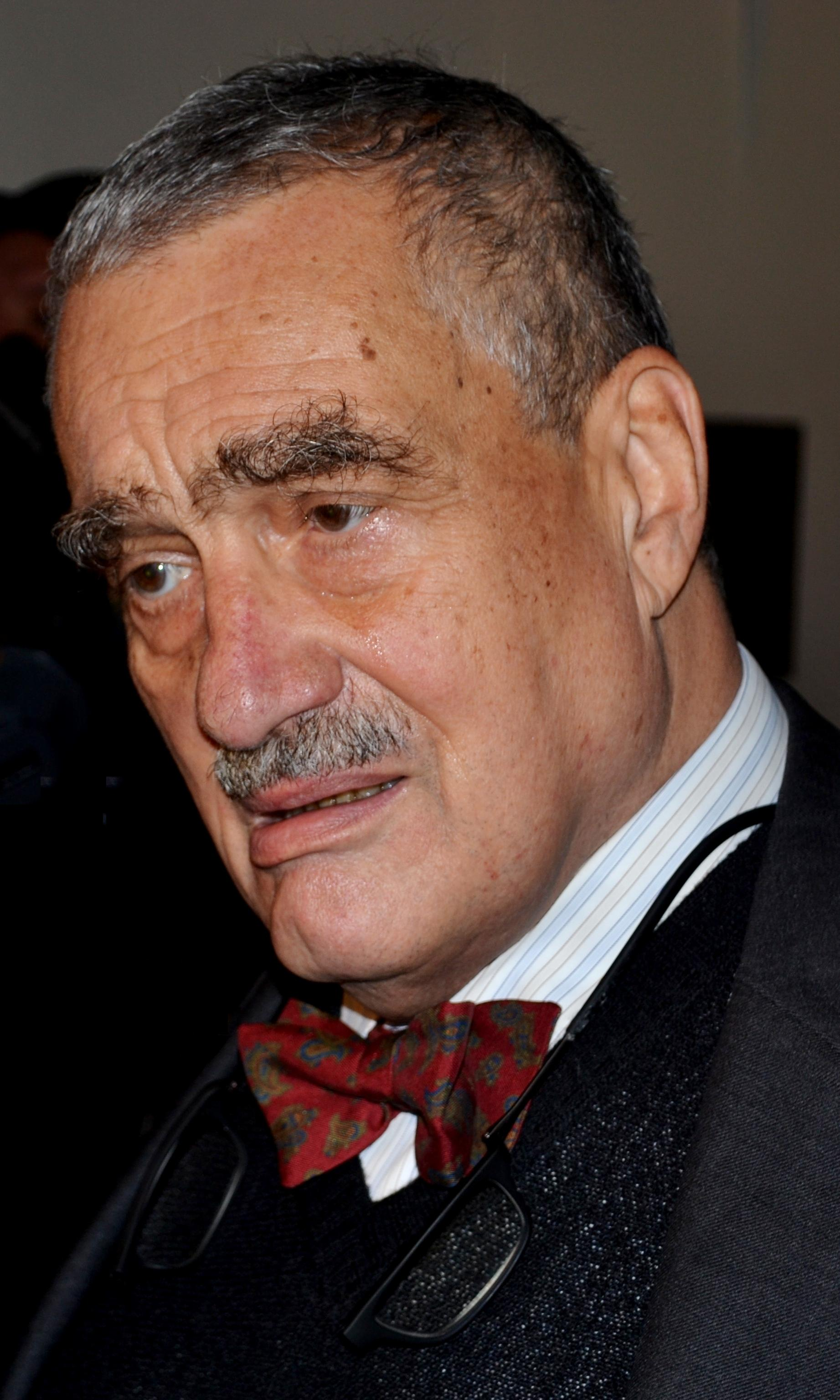
Zakladatel a v letech 2009–2015 předseda strany Karel Schwarzenberg

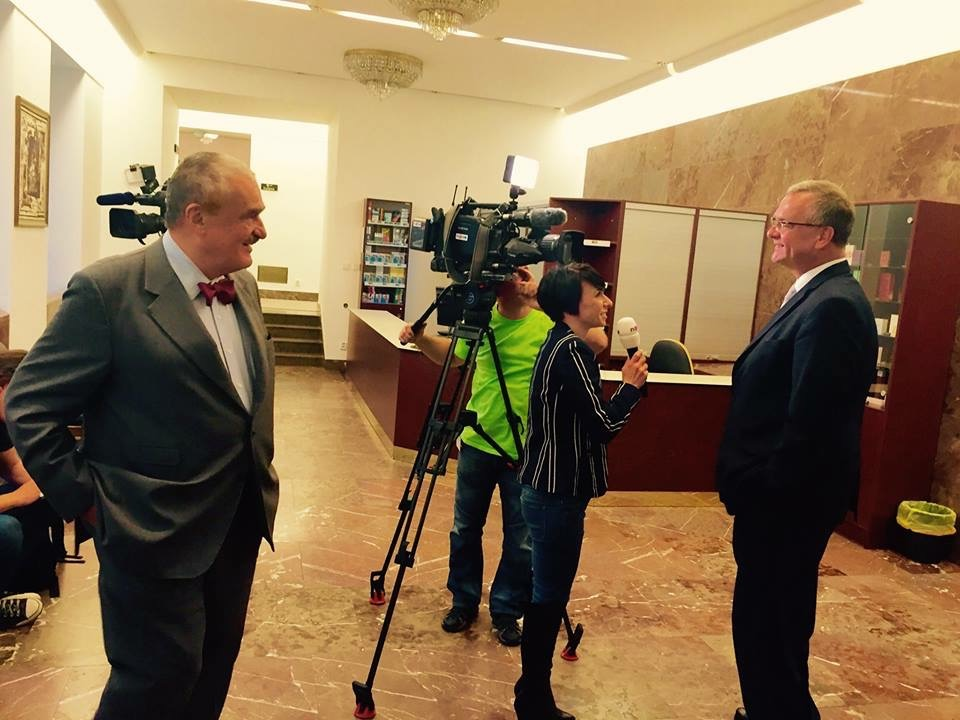
Karel Schwarzenberg a Miroslav Kalousek v Poslanecké sněmovně

Vláda nebyla příliš stabilní, a to především vinou rozpadu jedné z koaličních stran, Věcí veřejných. Část poslanců této strany založila stranu LIDEM, která pak roku 2012 vstoupila do vlády místo Věcí veřejných. Skandály se však netýkaly jen Věcí veřejných, ostatně kvůli dalšímu ze skandálů, aféře okolo šéfky kabinetu premiéra Jany Nagyové, vláda nakonec padla. Vláda byla po dobu svého mandátu u veřejnosti spíše nepopulární. Někteří komentátoři však tuto vládu naopak chválí za to, že se pokoušela alespoň o nějaké reformy a o udržitelné rozpočty, na což další vlády, především vláda Andreje Babiše, spíše rezignovaly. Předseda strany a ministr zahraničí Karel Schwarzenberg byl po celou dobu účasti TOP 09 na vládě u veřejnosti jedním z nejpopulárnějších vládních představitelů i politiků vůbec, vysokou míru popularity si zachovával rovněž ministr zdravotnictví Leoš Heger. Rozporuplnou pozici měl ministr financí Miroslav Kalousek, který si zachovával vysokou míru podporovatelů i odpůrců.
Po demisi vlády TOP 09 podporovala vytvoření nové vlády na původním koaličním půdorysu pod vedením Miroslavy Němcové z ODS. Prezident Miloš Zeman však navzdory deklarované většině v Poslanecké sněmovně jmenoval vlastní vládu pod vedením nestraníka Jiřího Rusnoka bez jakékoli podpory poslanců.

### V opozici
V předčasných volbách do Poslanecké sněmovny Parlamentu České republiky získala TOP 09 celkem 11,99 % platných hlasů, které po přepočítání představovaly 26 poslaneckých mandátů. Vládu sestavily strany ČSSD, ANO 2011 a KDU-ČSL. TOP 09 se stala součástí opozice.
V komunálních volbách na podzim 2014 strana v Praze skončila těsně na druhém místě za hnutím ANO a přišla tak o post pražského primátora.

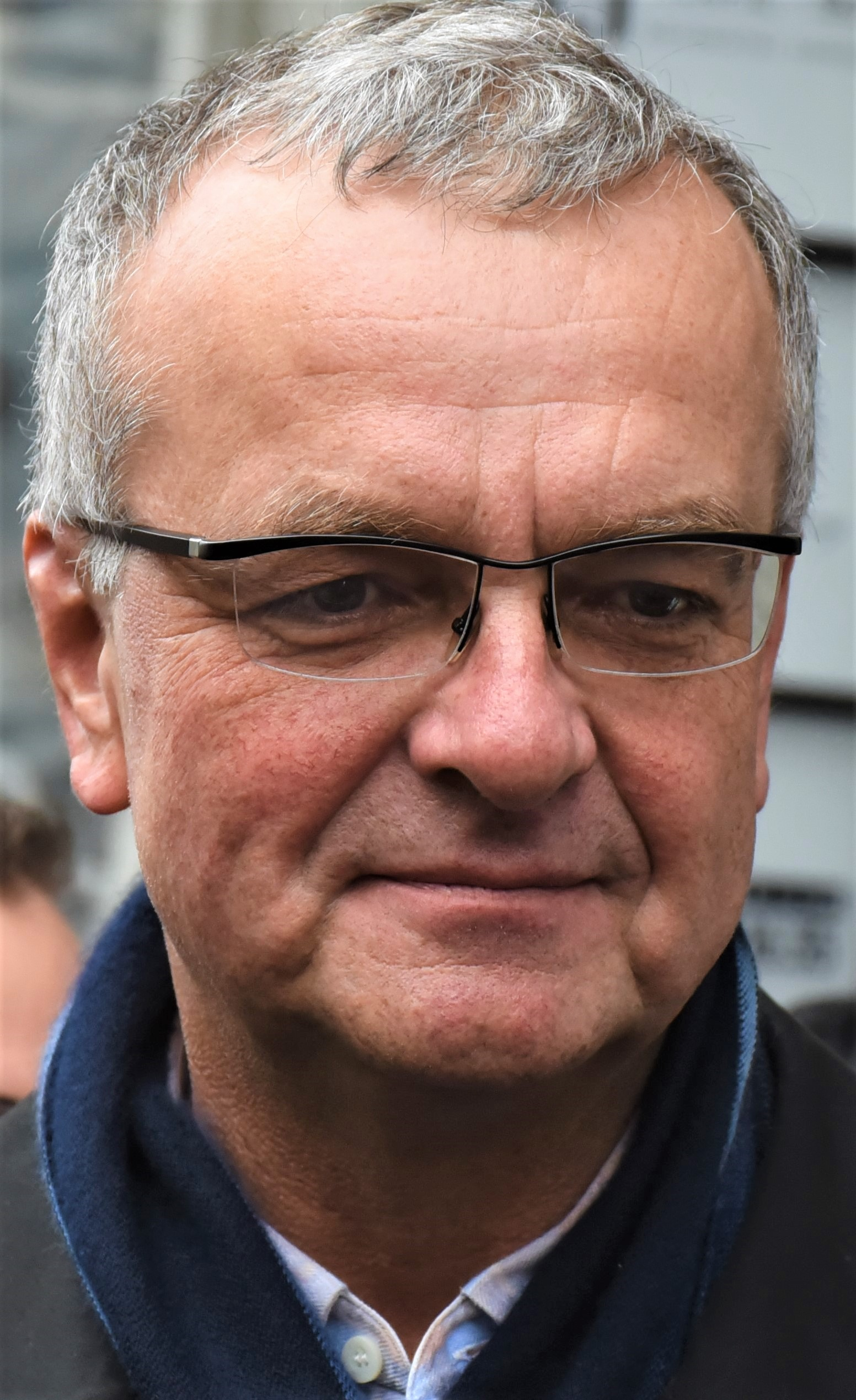
Miroslav Kalousek, předseda strany v letech 2015–2017

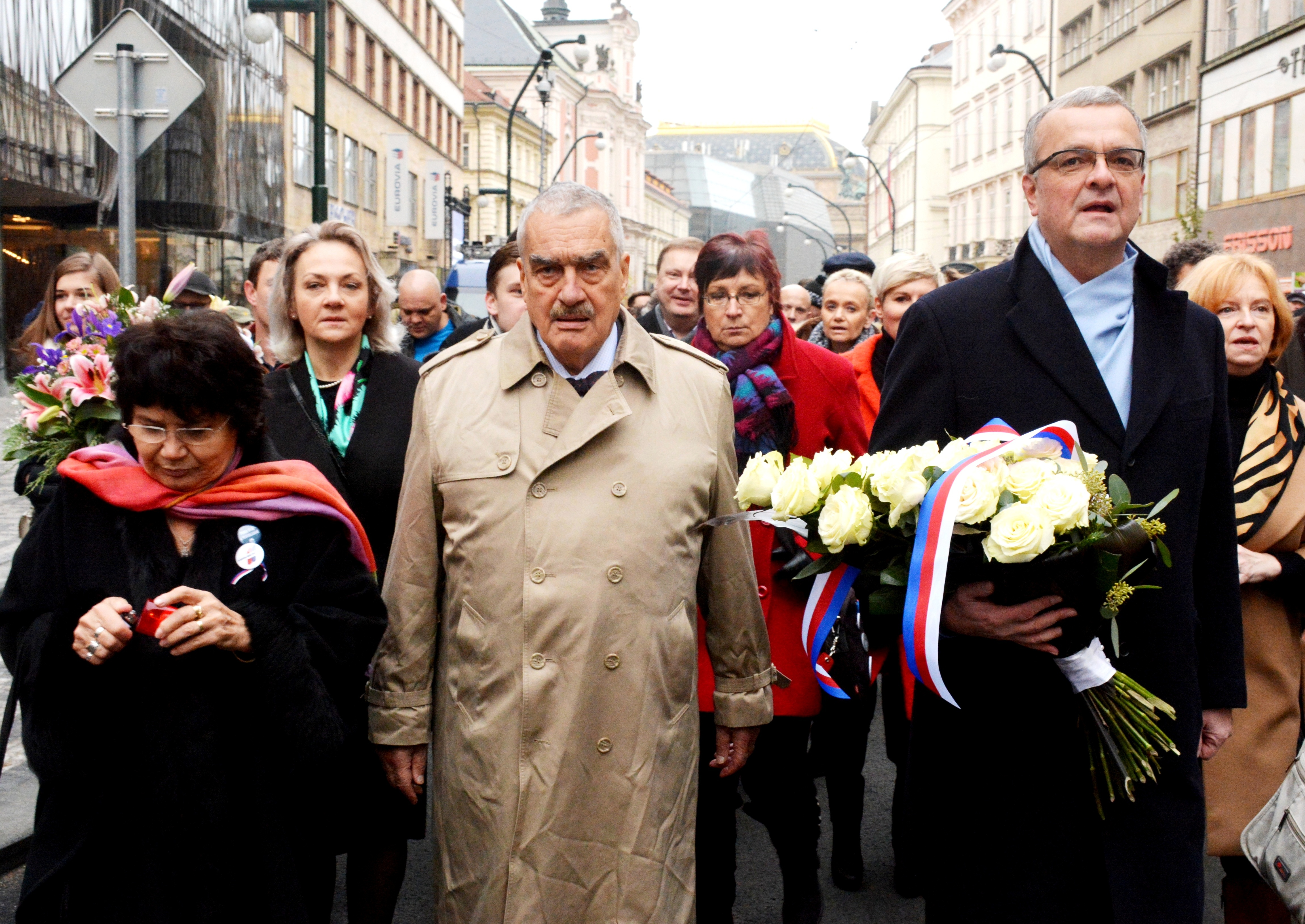
Vedení strany v Praze na Národní třídě

Karel Schwarzenberg vedl stranu až do listopadu 2015, kdy již nekandidoval a novým předsedou strany byl zvolen dosavadní první místopředseda Miroslav Kalousek. Schwarzenberg byl následně zvolen čestným předsedou. Strana zaznamenala výrazný neúspěch v krajských volbách v roce 2016, noví vládní představitelé, zejména ministr financí a předseda hnutí ANO Andrej Babiš vedl proti straně a zejména proti předsedovi Kalouskovi očerňující kampaň, za některé očerňující lživé výroky Kalousek Babiše později i zažaloval.
V roce 2016 strana ukončila spolupráci s hnutím Starostové a nezávislí.
Propadákem se pro stranu staly sněmovní volby v říjnu 2017, ve kterých strana jen těsně překročila pětiprocentní hranici nutnou pro vstup do Sněmovny. Na tomto volebním výsledku se mohlo promítnout ukončení spolupráce s hnutím Starostové a nezávislí, kteří ve volbách kandidovali samostatně a získali rovněž něco přes pět procent. Strana v těchto volbách kandidovala s podporou menších mimoparlamentních stran, jako je například monarchistická strana Koruna česká, Konzervativní strana, Klub angažovaných nestraníků nebo Liberálně ekologická strana. Heslem kampaně TOP 09 před těmito volbami bylo nEUhneme. Součástí programu TOP 09 byl zákaz spolupráce na vládní úrovni s trestně stíhanou osobou, proto TOP 09 o vstupu do vlády s vítězným hnutím ANO vedeným trestně stíhaným Andrejem Babišem vůbec nejednala.

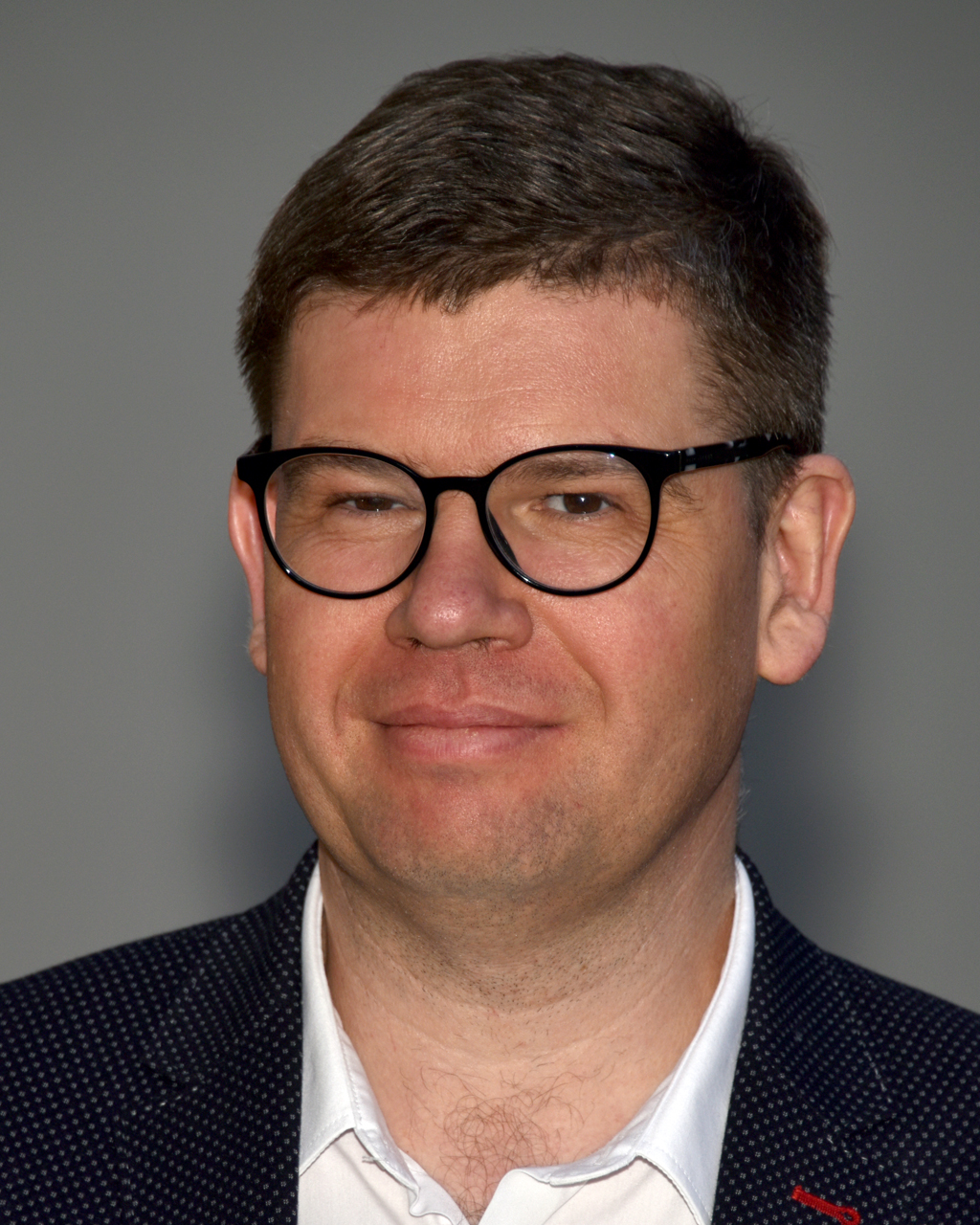
Jiří Pospíšil, předseda strany v letech 2017–2019

V reakci na volební výsledek Miroslav Kalousek na listopadovém sjezdu strany neobhajoval funkci předsedy strany. Novým předsedou se tak stal někdejší ministr spravedlnosti za ODS a europoslanec za TOP09 Jiří Pospíšil.
Volební preference strany se navzdory změně ve vedení strany nezvedaly. Ze strany občanské společnosti, zejména Milionu chvilek pro demokracii proto byla TOP 09 spolu s dalšími "demokratickými" opozičními stranami vyzývána, aby spojila před dalšími volbami síly s dalšími stranami. V této době začala být strana některými komentátory odepisována a byl jí předpovídán brzký zánik. Poukazováno při tom bylo zejména na fakt, že jedinou voličskou základnou TOP 09 zůstávala Praha.
Po komunálních volbách 2018 se strana vrátila do vedení hlavního města Prahy.
Na sjezdu strany v listopadu 2019 Jiří Pospíšil uvedl, že se chce věnovat nadále především práci europoslance, zastupitele hlavního města Prahy a v Muzeu Kampa a post předsedy nebude obhajovat. Předsedkyní strany tak byla zvolena navzdory přání "otců zakladatelů", tedy Karla Schwarzenberga a Miroslava Kalouska dosavadní první místopředsedkyně a poslankyně, Markéta Pekarová Adamová, prvním místopředsedou pak senátor Tomáš Czernin.

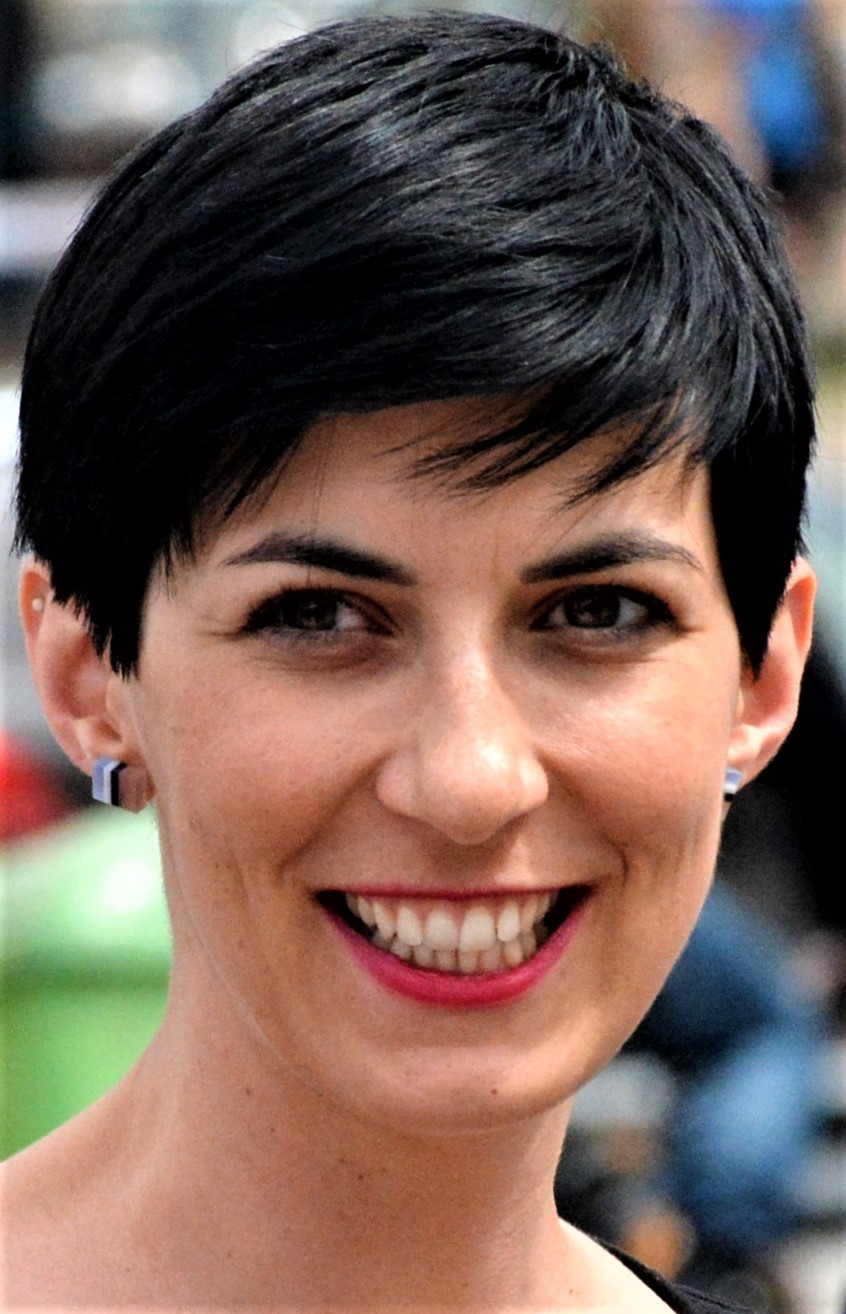
Markéta Pekarová Adamová, předsedkyně strany od roku 2019

Viditelným členem strany se stal v první polovině roku 2020 starosta Prahy 6 Ondřej Kolář, a to pro svůj záměr odstranit z pražského náměstí Interbrigády sochu maršála Koněva. Tento záměr podpořilo vedení hlavního města Prahy, velká část historiků i sněmovní opozice, ostře napadán však byl ze strany Ruska a KSČM. Diskutovaným se stal rovněž Kolářův záměr vztyčení moderně pojaté sochy císařovny a královny Marie Terezie na pražském náměstí Marie Terezie.

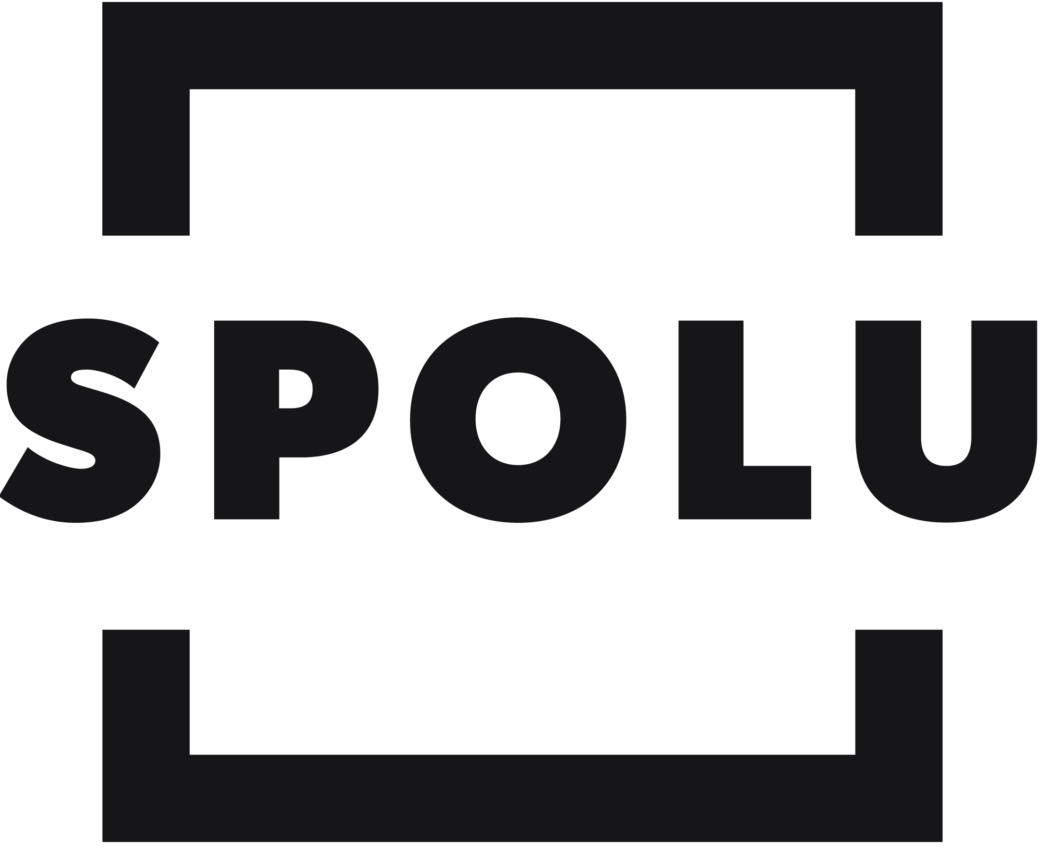
Logo koalice SPOLU (ODS, KDU-ČSL, TOP 09)

Úspěch strana zažila během krajských a senátních voleb v říjnu 2020. Tehdy strana kandidovala ve všech krajích v koalici, nejčastěji v koalici s ODS nebo s KDU-ČSL, případně s mimoparlamentními subjekty. Dostala se téměř do všech krajských zastupitelstev a do velké části krajských rad. V senátních volbách pak zaznamenala další úspěch, získala dva nové senátory, další senátoři pak zvítězili s její podporou. Po volbách tak v Senátu působí 5 senátorů za TOP 09, což je historicky nejvyšší počet. Senátoři za TOP 09 po volbách vytvořili nový společný senátní klub s ODS, který se tak stal nejsilnějším senátorským klubem.
Koncem roku 2020 započala rovněž intenzivní vyjednávání o vzniku koalice pro volby do Poslanecké sněmovny 2021 s ODS a KDU-ČSL. 27 října 2020 předsedové těchto stran podepsali memorandum o spolupráci před sněmovními volbami, svou koalici pojmenovali SPOLU. Lídrem koalice se stal Petr Fiala, předsedkyně TOP 09 Markéta Pekarová Adamová byla, stejně jako předseda KDU-ČSL Jurečka, vicelídriní. Hlavním heslem kampaně bylo SPOLU dáme Česko dohromady. Koalice SPOLU ve sněmovních volbách v říjnu 2021 zvítězila s 27,79 %, TOP 09 získala 14 poslaneckých mandátů. Následně začala koalice SPOLU vyjednávat o vládě s koalicí Piráti a Starostové. V listopadu 2021 byla předsedkyně strany Markéta Pekarová Adamová zvolena předsedkyní Poslanecké sněmovny.

### Vláda Petra Fialy
8. listopadu byla podepsána koaliční dohoda. Podle ní TOP 09 získala ve vládě dva posty, a to ministra zdravotnictví a ministryni pro vědu a výzkum. Lídr ODS Petr Fiala pak byl 28. listopadu za koalici jmenován předsedou vlády.
| Portfej                                   | Ministr / člen vlády | Strana | Nástup do úřadu   | Odchod z úřadu |
| ----------------------------------------- | -------------------- | ------ | ----------------- | -------------- |
| Místopředseda vlády Ministr zdravotnictví | Vlastimil Válek      | TOP 09 | 17. prosince 2021 |                |
| Ministryně pro vědu a výzkum              | Helena Langšádlová   | TOP 09 | 17. prosince 2021 | 5. května 2024 |
| Ministr pro vědu a výzkum                 | Marek Ženíšek        | TOP 09 | 16. května 2024   |                |

## Někdejší spolupráce s hnutím Starostové a nezávislí
Se STANem byla v roce 2009 podepsána dohoda o vzájemné podpoře nejméně do roku 2012. V roce 2013 byla tato spolupráce prodloužena navazující smlouvou. Tato spolupráce trvala i ve volbách do poslanecké sněmovny v roce 2013, v krajských volbách v roce 2012 a 2014, ve volbách do Senátu v roce 2014 a 2016 a ve volbách do Evropského parlamentu v roce 2014. V komunálních volbách v roce 2014 a v krajských volbách v roce 2016 oba subjekty postupovaly jak samostatně, tak ve společných koalicích.
Rozpory mezi oběma stranami se však stále zvětšovaly, někteří Starostové nebyli spokojeni například s vedením strany Miroslavem Kalouskem. Ke konci roku 2016 se TOP 09 a STAN domluvily na ukončení spolupráce.
Oba subjekty později obnovily spolupráci již ve formě koalice dvou plnohodnotných subjektů v komunálních volbách 2018, například v Praze. Spolupráce byla navázána i před volbami do Evropského parlamentu v květnu 2019 a v některých krajích v krajských volbách v roce 2020. Ve většině krajů však TOP 09 a Starostové naopak kandidovali proti sobě.
Zvláštní kapitolu tvoří spolupráce na senátní úrovni. TOP 09 měla od svého založení v Senátu vlastní klub, (jednalo se o transformaci Klubu pro liberální demokracii, který vznikl z původního klubu US-DEU již v roce 2002), kam začali být postupem času voleni i členové Starostů a nezávislých. Postupem času se Starostové stali v tomto klubu majoritní silou a klub byl přejmenován na Senátorský klub Starostové a nezávislí. Senátoři z TOP 09 však v tomto klubu zůstávali až do voleb v říjnu 2020, kdy vytvořili Senátorský klub ODS a TOP 09.

## Organizace strany

### Organizační struktura strany
Organizace strany je rozdělena na 4 úrovně (celostátní, krajská, regionální a místní). Na každé úrovni strany funguje výbor a sněm. Od regionální úrovně jsou zřízeny revizní komise a mají samostatné hospodaření. Na dvou nejvyšších úrovních je ustanoveno předsednictvo. Na celostátní úrovni funguje smírčí výbor a celostátní revizní komise. Dále je na této úrovni strany zřízen výkonný výbor, který je tvořen předsednictvem strany, členy vlády, poslanci a senátory Parlamentu ČR, europoslanci, primátorem hl. m. Prahy a hejtmany krajů, pokud jsou členy strany. Dále jsou do výkonného výboru voleni členové strany (15) na celostátním sněmu.

### Financování
TOP 09 jako první parlamentní strana začala v roce 2009 zveřejňovat seznam svých dárců a výši darů na svých internetových stránkách. Tento krok změnil do té doby platnou praxi, kdy strany čekaly se zveřejněním na poslední březnový den, jak jim ukládá zákon. V roce 2010 strana pokročila o další krok zveřejněním nejpodrobnějšího vyúčtování volebních kampaní pro volby do Poslanecké sněmovny, Senátu i místních zastupitelstev. Zveřejnění veškerých svých příjmů a výdajů v roce 2011 přispělo ke zvýšení transparentnosti strany.

### Členství
Členem strany se může stát každý občan ČR starší 18 let, který je plně způsobilý k právním úkonům a není členem jiné politické strany nebo politického hnutí. Po podání písemné přihlášky rozhoduje o přijetí člena místní a regionální výbor. Podrobnosti o členství upravuje směrnice strany.

### Mezinárodní přidružení
TOP 09 během září 2010 zažádala o členství v Evropské lidové straně (EPP/ELS), jež byla založena v roce 1976 a je nejsilnější stranou v Evropském parlamentu. TOP 09 si tím rozhodla vytvořit svoji první evropskou afilaci. Přijímací řízení trvalo několik měsíců a zahrnovalo i několik cest Karla Schwarzenberga na jednání EPP a především přezkum zvláštní skupiny vytvořené EPP, která posuzovala způsobilost TOP 09 ke členství. TOP 09 nakonec byla shledána způsobilou a dne 10. února 2011 jí byl ze strany EPP udělen souhlas se členstvím.

### Seznam celostátních sněmů strany
| Sněm               | Datum konání           | Místo konání   |
| ------------------ | ---------------------- | -------------- |
| Ustavující sněm    | 27.–28. listopadu 2009 | Praha          |
| 2. celostátní sněm | 22.–23. října 2010     | Hradec Králové |
| 3. celostátní sněm | 7.–8. prosince 2013    | Praha          |
| 4. celostátní sněm | 28.–29. listopadu 2015 | Praha          |
| 5. celostátní sněm | 25.–26. listopadu 2017 | Praha          |
| 6. celostátní sněm | 23.–24. listopadu 2019 | Praha          |
| 7. celostátní sněm | 20. listopadu 2021     | Praha          |
| 8. celostátní sněm | 11. listopadu 2023     | Praha          |

## Historie předsedů a místopředsedů
Sněm 2009:
- předseda: Karel Schwarzenberg
- místopředsedové: Miroslav Kalousek • Jaromír Drábek • Marek Ženíšek • Ludmila Müllerová • Pavol Lukša

Sněm 2011:
- předseda: Karel Schwarzenberg
- místopředsedové: Miroslav Kalousek • Jaromír Drábek • Pavol Lukša • Marek Ženíšek • Helena Langšádlová

Sněm 2013:
- předseda: Karel Schwarzenberg
- místopředsedové: Miroslav Kalousek • Marek Ženíšek • Leoš Heger • Pavol Lukša • Helena Langšádlová

Sněm 2015:
- předseda: Miroslav Kalousek
- místopředsedové: Marek Ženíšek • Leoš Heger • Jitka Chalánková • Helena Langšádlová • Markéta Pekarová Adamová

Sněm 2017:
- předseda: Jiří Pospíšil
- místopředsedové: Markéta Pekarová Adamová • Tomáš Czernin • Marek Ženíšek • Michal Kučera • Jan Vitula

Sněm 2019:
- předsedkyně: Markéta Pekarová Adamová
- místopředsedové: Tomáš Czernin • Herbert Pavera • Jan Jakob • Vlastimil Válek • Lukáš Otys

Sněm 2021:
- předsedkyně: Markéta Pekarová Adamová
- místopředsedové: Tomáš Czernin • Herbert Pavera • Jan Jakob • Vlastimil Válek • Michal Kučera

Sněm 2023:
- předsedkyně: Markéta Pekarová Adamová
- místopředsedové: Vlastimil Válek • Michal Kučera • Tomáš Czernin • Matěj Ondřej Havel • Martina Ochodnická

Na volebním sněmu v roce 2015 byl zvolen Karel Schwarzenberg čestným předsedou strany. Tuto funkci vykonával až do své smrti v listopadu 2023.

## Hlavní představitelé strany
Vedení strany zvolené na 8. celostátním sněmu, který se konal 11. listopadu 2023 v Praze.

### Předsednictvo strany
- předsedkyně strany:
  - Markéta Pekarová Adamová – předsedkyně Poslanecké sněmovny PČR
- 1. místopředseda strany:
  - Vlastimil Válek – místopředseda vlády a ministr zdravotnictví, poslanec PČR
- místopředsedové strany:
  - Tomáš Czernin – místopředseda Senátu PČR, zastupitel obce Dymokury
  - Matěj Ondřej Havel – poslanec PČR
  - Michal Kučera – místopředseda poslaneckého klubu, radní Ústeckého kraje
  - Martina Ochodnická – poslankyně PČR
- členové předsednictva:
  - Radovan Auer – zastupitel města Šumperk
  - Pavel Klíma – poslanec PČR, náměstek hejtmana Jihočeského kraje, zastupitel městyse Malšice
  - Pavel Kounovský
  - Jakub Lepš – zastupitel Hlavního města Prahy, zastupitel městské části Praha 11
  - Herbert Pavera – senátor PČR, starosta obce Bolatice
  - Pavel Svoboda – poslanec PČR
  - Michal Vozobule – náměstek primátora statutárního města PlzeňEuroposlanec Luděk Niedermeyer

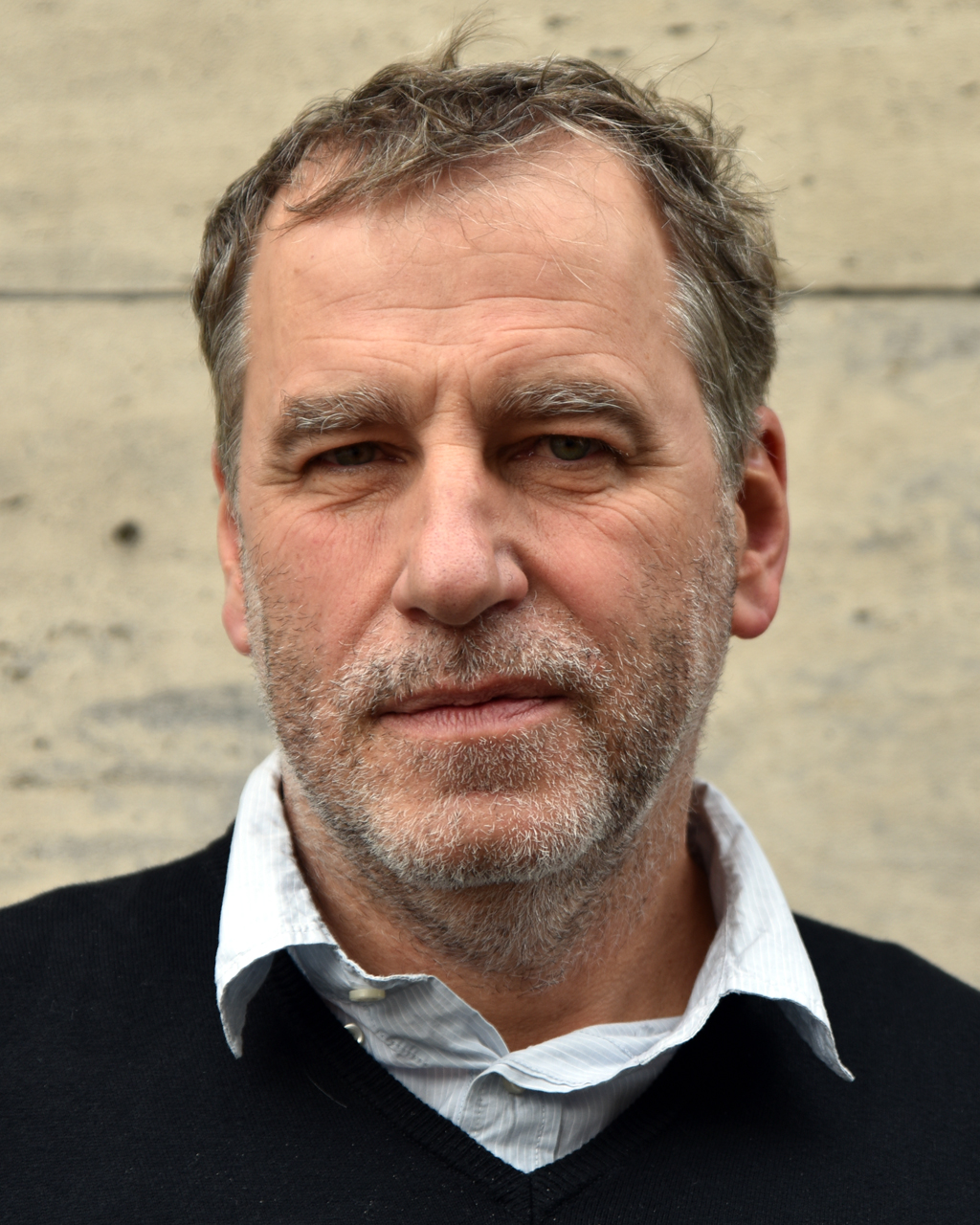
Europoslanec Luděk Niedermeyer

- vedoucí národní delegace v poslaneckém klubu EP:
  - Luděk Niedermayer – 1. místopředseda Hospodářského a měnového výboru EP
- předseda Klubu starostů TOP 09:
  - Tomáš Třetina – starosta města Moravský Krumlov

### Vedení poslaneckého klubu
- předseda klubu:
  - Jan Jakob
- místopředsedové klubu:
  - Michal Kučera
  - Michal Zuna

## Volební výsledky

Výsledky TOP 09 ve volbách do Poslanecké sněmovny v roce 2010

Výsledky TOP 09 ve volbách do Poslanecké sněmovny v roce 2013

Výsledky TOP 09 ve volbách do Poslanecké sněmovny v roce 2017

Výsledky koalice SPOLU, v rámci které kandidovala TOP 09 ve volbách do Poslanecké sněmovny v roce 2021

### Poslanecká sněmovna
| Volby | Lídr                     | Hlasy         | V %           | Mandáty | +/− | Pozice | Vláda   |
| ----- | ------------------------ | ------------- | ------------- | ------- | --- | ------ | ------- |
| 2010  | Karel Schwarzenberg      | 873 833       | 16,7          | 41/200  |     | 3.     | Vláda   |
| 2013  | Karel Schwarzenberg      | 596 357 ▼     | 12,0 ▼        | 26/200  | ▼15 | 4. ▼   | Opozice |
| 2017  | Miroslav Kalousek        | 268 811 ▼     | 5,3 ▼         | 7/200   | ▼19 | 8. ▼   | Opozice |
| 2021  | Markéta Pekarová Adamová | součást SPOLU | součást SPOLU | 14/200  | ▲7  | 6. ▲   | Vláda   |

### Senát
| Volby | První kolo | První kolo | Druhé kolo | Druhé kolo | Mandáty | Mandáty | Mandáty | Pozice |
| Volby | Hlasy      | %          | Hlasy      | %          | Zvoleno | Celkem  | ±       | Pozice |
| ----- | ---------- | ---------- | ---------- | ---------- | ------- | ------- | ------- | ------ |
| 2010  | 150 046    | 13,1       | 41 131     | 6,0        | 1/27    | 1/81    | ▲1      | ▲5.    |
| 2012  | 46 983     | 5,3        | –          | –          | 0/27    | 1/81    | ▬0      | ▼–     |
| 2014  | 2 055      | 15,6       | –          | –          | 0/1     | 0/81    | ▼1      | ▬ –    |
| 2014  | 87 123     | 8,5        | 30 820     | 6,6        | 0/27    | 0/81    | ▬0      | ▬ –    |
| 2016  | 70 653     | 8,0        | 31 197     | 7,3        | 2/27    | 2/81    | ▲2      | ▲4.    |
| 2018  | 41 980     | 3,9        | 22 580     | 5,4        | 1/27    | 3/81    | ▲1      | ▬ 4.   |
| 2020  | 46 575     | 4,7        | 33 938     | 7,5        | 2/27    | 5/81    | ▲2      | ▬ 4.   |
| 2022  | 73 473     | 6,6        | 33 341     | 7,0        | 3/27    | 6/81    | ▲1      | ▲3.    |
| 2024  | 44 320     | 5,6        | 17 457     | 4,5        | 2/27    | 7/81    | ▲1      | ▼4.    |

Vysvětlivky
1. ↑  Doplňovací volby v obvodě Praha 10.

### Prezidentské volby
| Volby | Kandidát | Kandidát            | První kolo | První kolo | První kolo | Druhé kolo | Druhé kolo | Druhé kolo |
| Volby | Kandidát | Kandidát            | Hlasy      | %          | Výsledek   | Hlasy      | %          | Výsledek   |
| ----- | -------- | ------------------- | ---------- | ---------- | ---------- | ---------- | ---------- | ---------- |
| 2013  |          | Karel Schwarzenberg | 1 204 195  | 23,40      | Postoupil  | 2 241 171  | 45,20      | Prohrál    |

### Evropský parlament
| Volby | Hlasy   | %      | Mandáty | Pozice |
| ----- | ------- | ------ | ------- | ------ |
| 2014  | 241 747 | 16,0   | 3/21    | 2.     |
| 2019  | 276 220 | 11,7 ▼ | 2/21    | 4.     |

### Obecní volby
| Volby | Hlasy     | %   | Mandáty    |
| ----- | --------- | --- | ---------- |
| 2010  | 8 839 756 | 9,8 | 1579/62178 |
| 2014  | 8 622 254 | 8,7 | 865/62300  |
| 2018  | 5 384 261 | 4,8 | 483/61892  |
| 2022  | –         | –   | 428/61780  |

### Zastupitelstvo Prahy
| Volby | Lídr             | Hlasy                             | %                                 | Mandáty | +/− | Pozice | Koalice |
| ----- | ---------------- | --------------------------------- | --------------------------------- | ------- | --- | ------ | ------- |
| 2010  | Zdeněk Tůma      | 1 043 008                         | 30,2                              | 26/65   |     | 1.     | Opozice |
| 2014  | Tomáš Hudeček    | 4 158 226                         | 20,1                              | 16/65   | ▼10 | 2.     | Opozice |
| 2018  | Jiří Pospíšil    | Součást koalice SSpP              | Součást koalice SSpP              | 9/65    | ▼7  | 4.     | Koalice |
| 2022  | Bohuslav Svoboda | Součást koalice „SPOLU pro Prahu“ | Součást koalice „SPOLU pro Prahu“ | 7/65    | ▼2  | 1.     | Koalice |

### Zastupitelstva krajů
| Volby | Hlasy           | %               | Mandáty | +/− | Pozice |
| ----- | --------------- | --------------- | ------- | --- | ------ |
| 2012  | 175 089         | 6,6             | 19/675  |     | 5.     |
| 2016  | 86 164          | 3,4             | 19/675  | ▬   | 9.     |
| 2020  | Jen v koalicích | Jen v koalicích | 20/675  | ▲ 1 | 9.     |
| 2024  | Jen v koalicích | Jen v koalicích | 16/685  | ▼ 4 | 8.     |

Vysvětlivky
1. ↑  Zahrnuje hlasy jen pro samostatné kandidátky.
2. ↑  Zahrnuje jednoho člena strany zvoleného za Starosty a nezávislé.

## Poslanci a senátoři
Seznam politiků zvolených za TOP 09 či s podporou této strany do Poslanecké sněmovny, Senátu a Evropského parlamentu do roku 2022:
- Poslanci zvolení v r. 2006, kteří přešli do TOP 09 (2009): Jan Husák, Miroslav Kalousek, Vlasta Parkanová, Pavel Severa
- Poslanecká sněmovna (2010): Jiří Besser, Zdeněk Bezecný, Ludmila Bubeníková, Václav Cempírek, Josef Cogan (člen STAN), Jaromír Drábek, Jaroslav Eček, Jan Farský (člen SLK), Petr Gazdík (člen STAN), Martin Gregora, Alena Hanáková, Leoš Heger, Petr Holeček (od r. 2012), Václav Horáček (do r. 2011 člen SLK, pak TOP 09), Jan Husák, Jitka Chalánková, Rudolf Chlad, Michal Janek, Luděk Jeništa (r. 2012 zvolen senátorem), Ladislav Jirků, Miroslav Kalousek, Jana Kaslová, Daniel Korte, Rom Kostřica, Patricie Kotalíková, Václav Kubata, Helena Langšádlová, František Laudát, Jaroslav Lobkowicz, Pavol Lukša, Jiří Oliva, Vlasta Parkanová, Gabriela Pecková, Stanislav Polčák (člen STAN), Anna Putnová, Aleš Roztočil, Jaroslava Schejbalová, Karel Schwarzenberg, Jiří Skalický, Jan Smutný, Bořivoj Šarapatka, Milan Šťovíček (zvolen za VV, členem klubu od r. 2013), Renáta Witoszová
- Senát (2010): Jan Horník (navržen STAN), Jaromír Štětina (r. 2014 zvolen europoslancem)
- Senát (2012): Luděk Jeništa (navržen STAN)
- Poslanecká sněmovna (2013): Zdeněk Bezecný, Jan Farský (člen SLK), Petr Gazdík (člen STAN), Leoš Heger, Václav Horáček, Jitka Chalánková, Miroslav Kalousek, Daniel Korte, Rom Kostřica, Jiří Koubek, Věra Kovářová (členka STAN), Michal Kučera, Helena Langšádlová, František Laudát, Jaroslav Lobkowicz, Nina Nováková, Herbert Pavera, Gabriela Pecková, Markéta Pekarová Adamová, Martin Plíšek (od r. 2014), Stanislav Polčák (člen STAN, r. 2014 zvolen europoslancem), Anna Putnová, Karel Schwarzenberg, Jiří Skalický, Karel Tureček (členem klubu do r. 2016, poté členem klubu ANO), František Vácha, Kristýna Zelienková (zvolena za ANO, členkou klubu od r. 2017), Marek Ženíšek
- Evropský parlament (2014): Luděk Niedermayer, Stanislav Polčák (člen STAN), Jiří Pospíšil, Jaromír Štětina
- Senát (2014): nikdo nezvolen
- Senát (2016): Tomáš Czernin, Jiří Růžička
- Poslanecká sněmovna (2017): Dominik Feri (rezignoval r. 2021), Jan Jakob (od r. 2021), Miroslav Kalousek (rezignoval r. 2021), Helena Langšádlová, Markéta Pekarová Adamová, Karel Schwarzenberg, Olga Sommerová (od r. 2021, členka LES), František Vácha, Vlastimil Válek
- Senát (2018): Mikuláš Bek (navržen STAN), Jiří Drahoš (navržen STAN), Herbert Pavera
- Evropský parlament (2019): Luděk Niedermayer, Stanislav Polčák (člen STAN), Jiří Pospíšil
- Senát (2020): Lumír Aschenbrenner (člen ODS), Jan Holásek (navržen HDK), Jan Grulich,  Roman Kraus (člen ODS), Miroslava Němcová (členka ODS), David Smoljak (člen STAN), Tomáš Třetina
- Poslanecká sněmovna (2021): Matěj Ondřej Havel, Jan Jakob, Pavel Klíma, Ondřej Kolář, Michal Kučera, Helena Langšádlová, Miloš Nový, Martina Ochodnická, Markéta Pekarová Adamová, Jiří Slavík, Pavel Svoboda, Vlastimil Válek, Michal Zuna, Marek Ženíšek
- Senát (2022): Tomáš Czernin, Hana Kordová Marvanová (navržena ODS), Zdeněk Nytra (člen ODS), Jiří Oberfalzer (člen ODS), Jan Pirk, Eva Rajchmanová (členka KDU-ČSL), Jiří Růžička, Marek Slabý (navržen T2020), Tomáš Töpfer (navržen ODS), Ivana Váňová (členka KDU-ČSL), Jaromíra Vítková (členka KDU-ČSL), Miloš Vystrčil (člen ODS)

## Loga strany

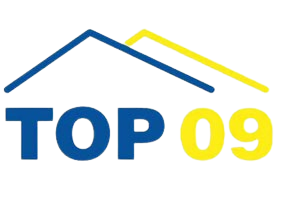
Logo strany v roce 2009
Logo strany v letech 2009–2017
Logo strany v letech 2017–2021
Logo strany od roku 2021

## Přidružené organizace

### TOPAZ
TOPAZ je think tank TOP 09. Byl založen v roce 2012 jako občanské sdružení a nyní působí jako spolek. Navazuje na práci interní komise pro vzdělávání TOP 09. TOPAZ organizuje konference, školení, debaty a přednášky o celospolečenských tématech s odbornou i laickou veřejností ve spolupráci s expertními komisemi TOP 09. Spolupracuje na vytváření koncepčních dokumentů. TOPAZ spolupracuje s mezinárodními think-tanky a nadacemi, jako je Konrad-Adenauer-Stiftung nebo Wilfried Martens Centre for European Studies.

### Klub starostů TOP 09
Klub starostů je platformou pro spolupráci komunálních politiků TOP 09. Cílem vzniku Klubu starostů TOP 09 je sdružení komunálních politiků zvolených za TOP 09, jejich vzájemná výměna zkušeností, získávání nových poznatků a přinášení nových témat pro komunální i celostátní politiku na základě praxe a konzervativních hodnot TOP 09. 
Předsedou Klubu starostů je senátor a starosta Moravského Krumlova Tomáš Třetina, místopředsedové pak jsou starostka Prahy 1 Terezie  Radoměřská a starosta Branišovic Marek Sova.

### TOP tým
TOP tým je mládežnickou organizací TOP 09. Vznikl na jaře roku 2011 a do jeho čela byl zvolen Jan Kavalírek, kterého v roce 2019 vystřídal Petr Kučera, toho v roce 2020 vystřídal Karel Pelikán. Současným předsedou TOP  týmu je Tomáš Mudra. Spolek sdružuje osoby ve věku od 15 do 35 let, které otevřeně podporují TOP 09 svými liberálně-konzervativními idejemi. TOP tým se zaměřuje na pořádání přednášek, besed, seminářů či konferencí, dále na setkávání s politiky a pořádá různé akce za účelem prohloubení komunikace mezi členy. V současné době je celorepubliková organizace složená z krajských organizacích v Praze, Východních Čechách, Plzni, Zlíně, Jihomoravském, Středočeském, Jihočeském kraji, Moravskoslezském kraji, Karlovarském kraji, Olomouckém kraji a na Vysočině. TOP tým je členem evropské mládežnické organizace Youth of European People’s Party (YEPP).